# Carcelia takanoi
Carcelia takanoi är en tvåvingeart som först beskrevs av Louis-Paul Mesnil 1957.  Carcelia takanoi ingår i släktet Carcelia och familjen parasitflugor. Inga underarter finns listade i Catalogue of Life.